# Peristedion amblygenys
Peristedion amblygenys is een  straalvinnige vissensoort uit de familie van pantserponen (Peristediidae). De wetenschappelijke naam van de soort is voor het eerst geldig gepubliceerd in 1938 door Fowler.
De soort staat op de Rode Lijst van de IUCN als Onzeker, beoordelingsjaar 2009.